# Johann Siegmund Mann jr.

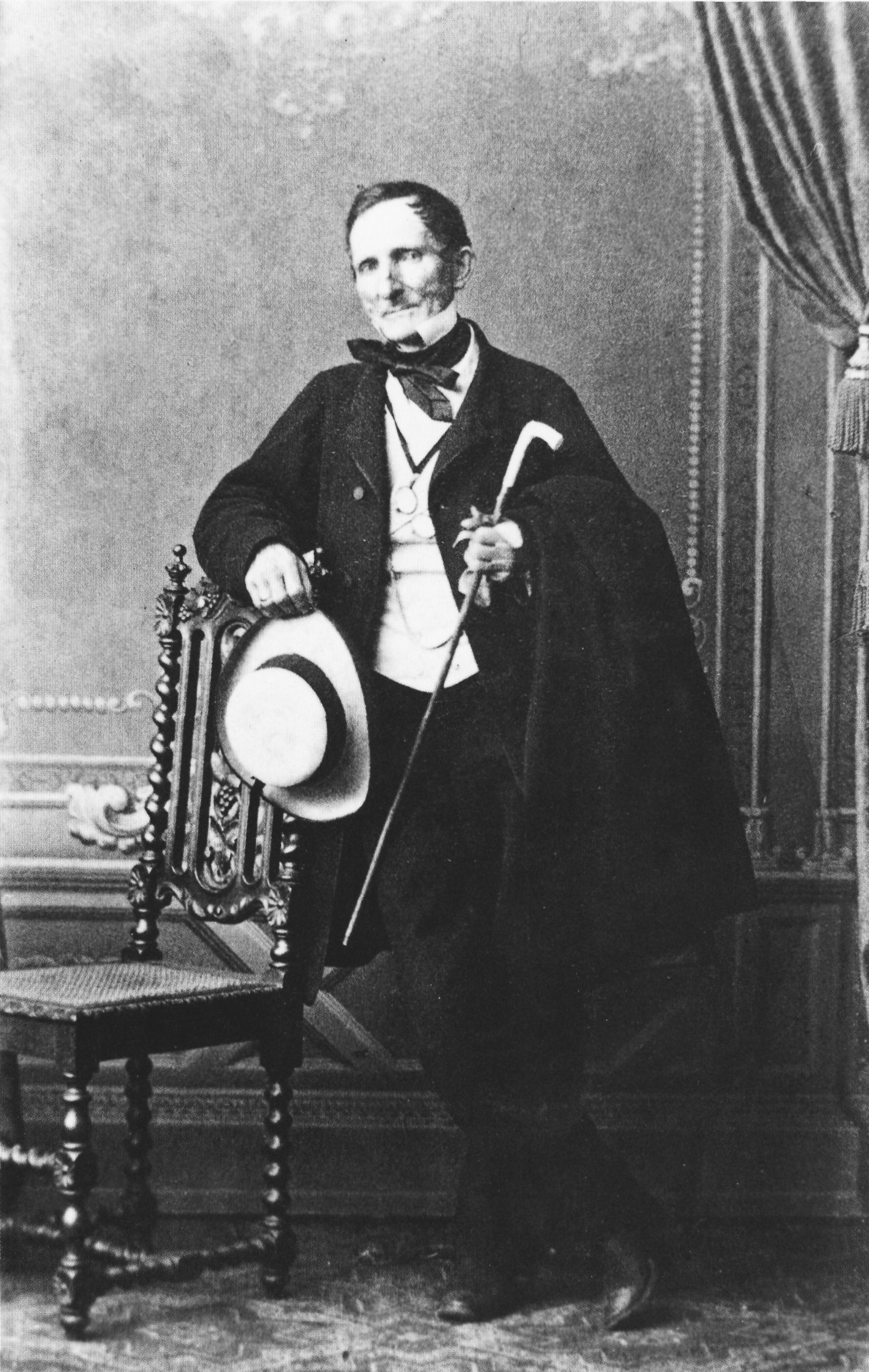
Johann Siegmund Mann jr., um 1862

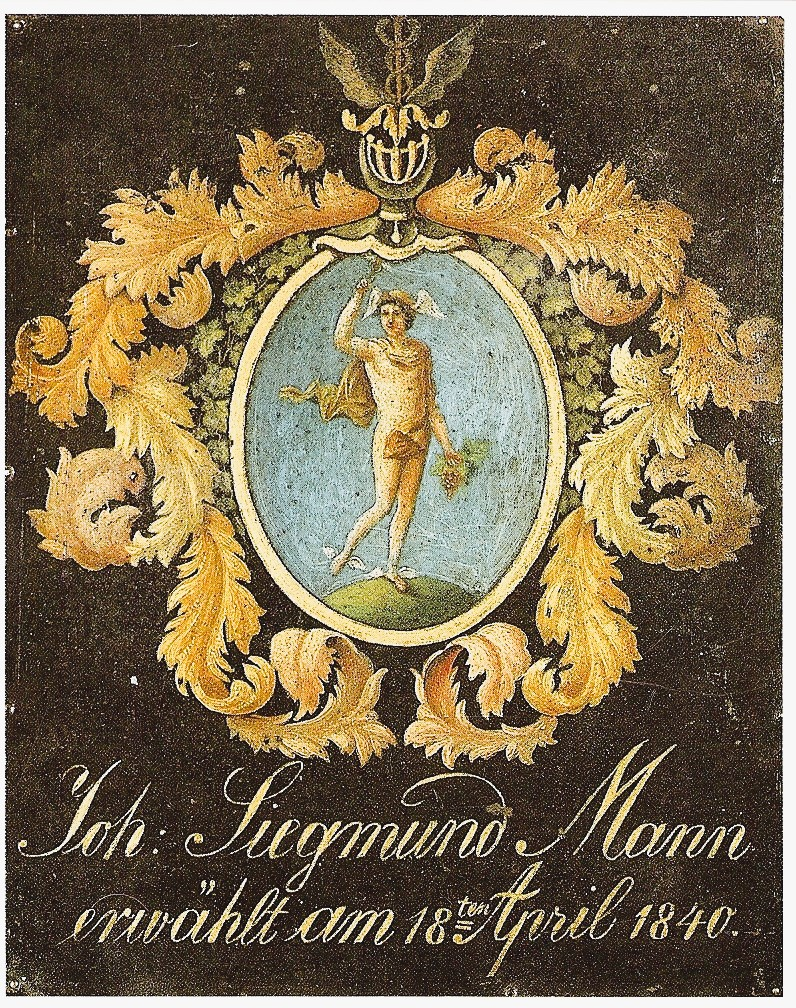
Hermes im Familienwappen Johann Siegmund Manns von 1840

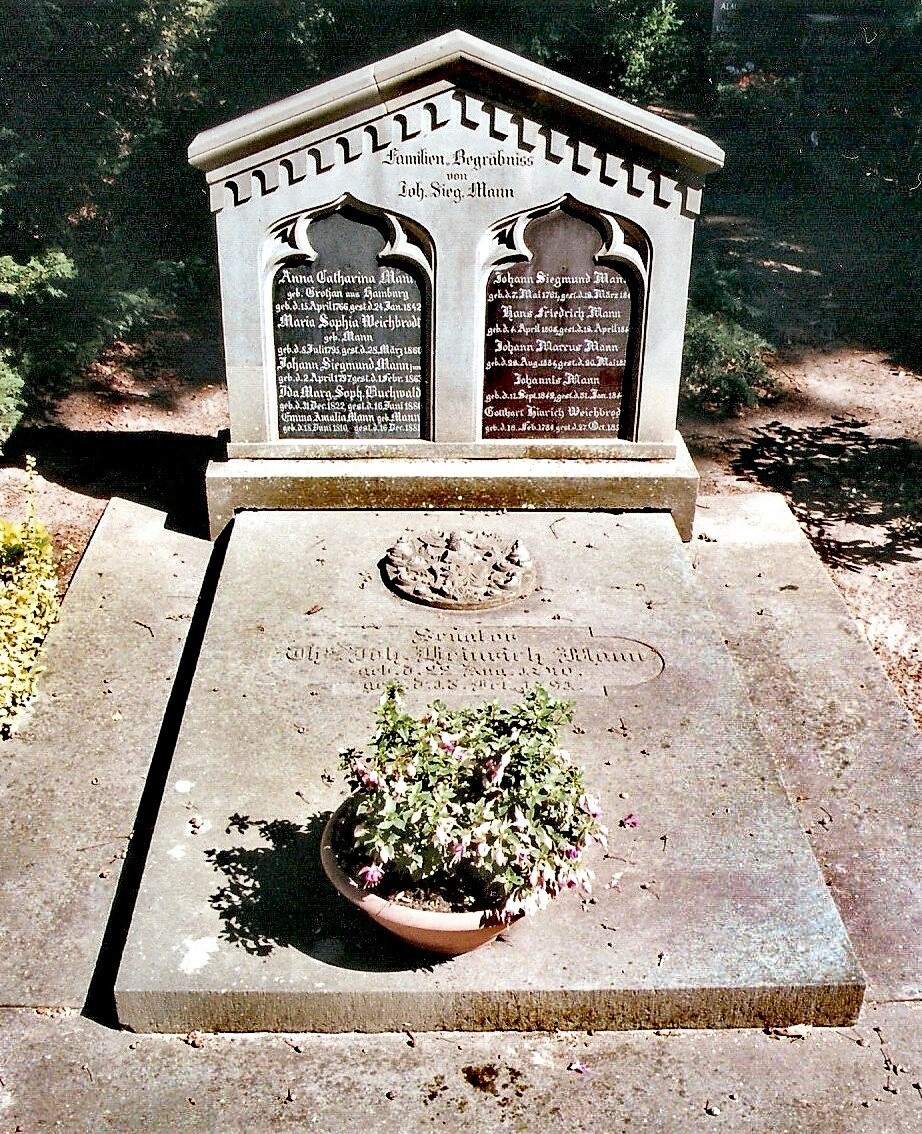
Grabstätte der Familie Mann

Johann Siegmund Mann jr. (* 2. April 1797; † 1. Februar 1863 in Lübeck) war ein Lübecker Kaufmann und Politiker.

## Leben
Johann Siegmund Mann war der Sohn des aus Rostock nach Lübeck zugewanderten Kaufmanns Johann Siegmund Mann (1761–1848) und seiner Ehefrau Anna Catharina Grotjan (1766–1842). Sigmund war bereits seit 1823 Teilhaber der 1790 von seinem Vater gegründeten Firma, Joh. Siegm. Mann, Commissions- und Speditionsgeschäfte gewesen, als dieser 1848 starb. Sein Sohn, der spätere Senator Thomas Johann Heinrich Mann, besuchte das Katharineum und wurde danach in die kaufmännische Laufbahn eingeführt. Schon als 18-Jähriger unternahm er seine ersten Handelsreisen nach England und Holland und kehrte 1861 zurück. Zum 1. Januar 1863 legte er nach 40 Jahren die Firma in die Hände seines Sohnes und von Georg Thorban.
Sigmund war Mitglied der Lübecker Bergenfahrer und deren Ältermann.
1840 wurde er zum Vorsteher des Lübecker Armenhauses im St.-Annen-Kloster gewählt. In diesem Zusammenhang entstand das heute noch im St. Annen Museum verwahrte Wappen. 1844 übernahm Johann Siegmund Mann die konsularische Vertretung der Niederlande in Lübeck.
Er wurde Mitglied der konstituierenden Lübecker Bürgerschaft 1848/1849, gehörte jedoch schon der Verfassten Bürgerschaft 1849/1850 nicht mehr an.
Er verstarb kurz nach der Geschäftsübergabe an seinen Sohn und wurde auf dem Burgtorfriedhof begraben.

## Familie
Johann Siegmund Mann jr. war verheiratet in erster Ehe mit Emilie Wunderlich (1806–1833), Tochter des Senators Thomas Günther Wunderlich. Dieser Ehe entstammten fünf Kinder, von denen drei früh verstarben und nur zwei das Erwachsenenalter erlebten:
- Johann Siegmund Mann (1827–1884), Kaufmann
- Paul Günther Mann (1830–1901), Landwirt

In zweiter Ehe heiratete er 1837 Elisabeth Marty (1811–1890), Tochter des evangelisch-reformierten Lübecker Kaufmanns Johann Heinrich Marty, und fand damit gesellschaftliche Verbindung zu den in Lübeck sehr einflussreichen Kaufmannsfamilien dieser Gemeinde. Dieser zweiten Ehe entstammten die fünf Kinder:
- Marie Elisabeth Amalia Mann (1838–1917)
- Thomas Johann Heinrich Mann (genannt Henry), der spätere Senator und Geschäftsnachfolger (1840–1891)
- Johannes Mann (1842–1844)
- Olga Marie Mann (1845–1886)
- Friedrich Wilhelm Lebrecht Mann (1847–1926)

Die Söhne von Thomas Johann Heinrich Mann waren die Schriftsteller Heinrich Mann und Thomas Mann. In dem Roman Buddenbrooks (1901), für den Thomas Mann 1929 den Literaturnobelpreis erhielt, diente Johann Siegmund Mann jr. als Vorbild für die Figur des Konsuls Johann (Jean) Buddenbrook.